# Perfect (The Smashing Pumpkins)
Perfect è una canzone del gruppo rock alternativo statunitense The Smashing Pumpkins, secondo singolo del loro quarto album del 1998, Adore.

## Il brano
Alla sua uscita il singolo ottenne buone recensioni, Rolling Stone giudicò la canzone in maniera positiva, notando un riecheggiare delle atmosfere synth-pop del precedente 1979.
Il brano raggiunse 42º posto nella U.S. Billboard Hot 100 e il 3º nella Billboard Modern Rock Tracks negli Stati Uniti, mentre raggiunse il 24º posto nella UK Singles Chart del Regno Unito.

## Video
Per aumentare le similitudini tra Perfect e 1979, la band realizzò un video musicale dove proseguono le vicende dei personaggi di quest'ultimo, vennero infatti utilizzati 4 dei 5 attori originali (il quinto era in prigione). Compare anche questa volta James Iha nei panni del commesso di un drugstore. Il video contiene anche una sequenza della band che si esibisce per un pubblico ristretto. Jonathan Dayton e Valerie Faris furono ancora una volta i registi del video, in una sorta di continuum con il fortunato singolo dell'album Mellon Collie and the Infinite Sadness. È stata l'ultima collaborazione dei due registi col gruppo, inoltre si tratta dell'ultimo video in cui appare la bassista originale della band D'arcy Wretzky.  
Proprio la fine del video, con un nastro lasciato sul tetto di un'auto che poi viene schiacciato, sembra un riferimento alla reale fine della prima registrazione di 1979 andata perduta, che costrinse la band a registrarlo di nuovo.

## Tracce
Tutti i brani sono stati scritti da Billy Corgan, eccetto dove diversamente specificato.
CD UK
1. Perfect – 3:23
2. Summer – 3:11 (James Iha)
3. Perfect (Nellee Hooper Mix) – 4:14

CD USA
1. Perfect – 3:23
2. Summer – 3:11 (James Iha)
3. Daphe Descends (Kerry B. Mix) – 3:53

## Classifiche
| Classifica (1994)               | Massima posizione |
| ------------------------------- | ----------------- |
| Regno Unito                     | 24                |
| Stati Uniti (Billboard HOT 100) | 42                |
| Stati Uniti (Billboard Modern)  | 3                 |

## Formazione
Hanno partecipato alle registrazioni secondo le note dell'album.
- Billy Corgan – voce, chitarra, tastiere
- James Iha – chitarra, voce
- D'arcy Wretzky – basso
- Joey Waronker – batteria